# Jowisz LI
S/2010 J 1 (Jowisz LI) – mały, odległy księżyc Jowisza, odkryty w 2010 roku przez zespół astronomów pracujący przy Teleskopie Hale’a w obserwatorium Palomar, pod przewodnictwem Roberta A. Jacobsona. Jest on jednym z księżyców nieregularnych planety, krążących po odległych i nachylonych orbitach. Należy do grupy Karme, jednej z grup księżyców obiegających Jowisza ruchem wstecznym.